# إرفينغ جورج هبز
إرفينغ جورج هَبز (بالإنجليزية: Irving George Hubbs) (18 نوفمبر 1870 – 22 يوليو 1952) كان محاميًا وقاضيًا أمريكيًا بارزًا، عمل في أعلى محكمة في ولاية نيويورك خلال أوائل القرن العشرين.

## النشأة والتعليم
وُلد هَبز في مقاطعة سانت لورانس بولاية نيويورك، ونشأ في بيئة ريفية. التحق بـجامعة سيراكيوز حيث حصل على شهادة في القانون عام 1891.
بعد تخرجه، بدأ العمل في المحاماة، واكتسب سمعة طيبة بفضل كفاءته القانونية، ما فتح له الطريق للترشح للمناصب القضائية.

## المسيرة القضائية
بدأ هَبز مسيرته القضائية في عام 1912 حين عُين قاضيًا في المحكمة العليا لولاية نيويورك. وبفضل أدائه اللافت، رُقّي لاحقًا إلى محكمة الاستئناف في نيويورك عام 1928، وهي أعلى هيئة قضائية في الولاية.
خلال فترة عمله، أصدر هَبز العديد من الأحكام البارزة التي أثّرت على تطور القانون المدني والجنائي في الولاية.

## وفاته
توفي هَبز في 22 يوليو 1952 في بولسكامب بولاية نيويورك، عن عمر ناهز 81 عامًا، وذُكر في نعيه أنه كان من أبرز رجال القضاء في ولايته.